# Primo Silvestri
Primo Silvestri (Crespadoro, 1º luglio 1913 – Bassano del Grappa, 19 marzo 2003) è stato un politico italiano.

## Biografia
Laureato in scienze economiche e commerciali all'Università di Trieste, lavorò come commercialista. Impegnato in politica con il Partito Socialista Democratico Italiano; nel 1945 fu sindaco di Bassano del Grappa. Dal 1953 al 1959 ricoprì il ruolo di segretario provinciale vicentino del PSDI.
Venne eletto alle Camera dei deputati nel 1963. Nel 1966 confluì col proprio partito nel PSI-PSDI Unificati, con cui venne rieletto alle elezioni del 1968; dopo il naufragio di tale progetto politico rientrò nel rinato PSDI. Fece parte del Governo Colombo, dall'agosto 1970 al febbraio 1972, come sottosegretario all'Agricoltura. Non venne rieletto alle elezioni politiche del 1972.
Nel 1976 divenne consigliere della Corte dei Conti, carica che mantenne fino al 1983.
Morì il 19 marzo 2003 all'età di 89 anni.